# Índex de desenvolupament humà
|  | «IDH» redirigeix aquí. Vegeu-ne altres significats a «IDH (desambiguació)». |

| ≥ 0.950 0.900–0.950 0.850–0.899 0.800–0.849 0.750–0.799 | 0.700–0.749 0.650–0.699 0.600–0.649 0.550–0.599 0.500–0.549 | 0.450–0.499 0.400–0.449 ≤ 0.399 Dades no disponibles |

| ≥ 0.900 0.850–0.899 0.800–0.849 0.750–0.799 0.700–0.749 | 0.650–0.699 0.600–0.649 0.550–0.599 0.500–0.549 0.450–0.499 | 0.400–0.449 ≤ 0.399 Dades no disponibles |

Mapamundi representant les categories de l'Índex de Desenvolupament Humà en increments de 0.050 (basat en les dades de 2021, publicades en 2022).

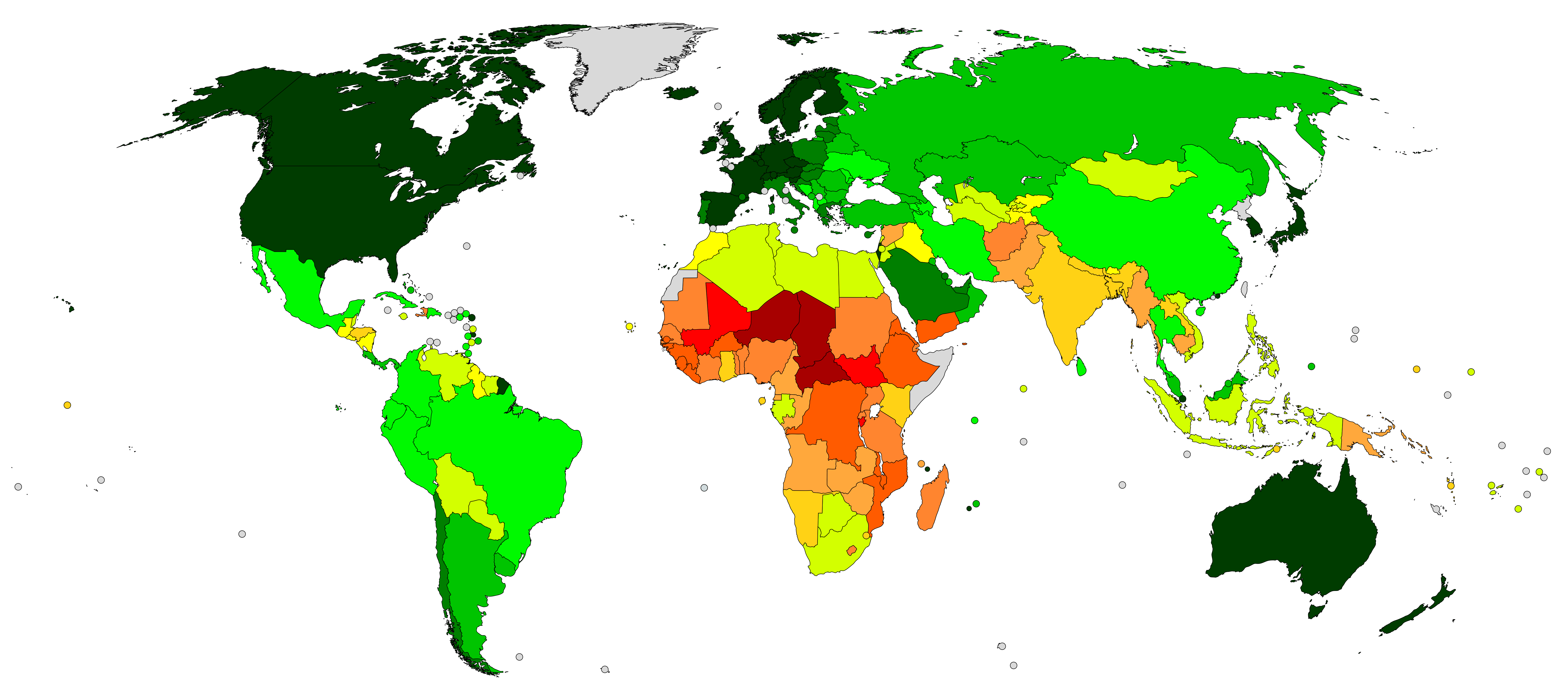
Mapamundi representant les categories de l'Índex de Desenvolupament Humà en increments de 0.050 (basat en les dades de 2019, publicades en 2020).

L'índex de desenvolupament humà (IDH, HDI) és una estadística composta per classificar països per nivell de desenvolupament humà, considerada com a sinònim de termes més vells (el nivell de vida o qualitat de vida). Distingeix entre països amb "desenvolupament humà molt alt", "desenvolupament humà alt", "desenvolupament humà mitjà", i "desenvolupament humà baix". L'IDH el van idear i començar a utilitzar l'economista pakistanès Mahbub Ul Haq i l'economista indi Amartya Sen el 1990, per al Programa de les Nacions Unides per al Desenvolupament (PNUD) de l'ONU. L'IDH és una mesura comparativa d'esperança de vida, alfabetització, educació, i nivell de vida d'un país. És una mitjana estàndard de mesurament del benestar, especialment benestar infantil. També es fa servir per a distingir si el país és un país desenvolupat, en desenvolupament o bé infradesenvolupat, i també mesura l'impacte de polítiques econòmiques sobre la qualitat de vida. Hi ha també mesures d'IDH per a estats, ciutats, pobles, etc., i per a organitzacions locals o companyies.

## Indicadors per calcular l'IDH
Històricament, el nivell de desenvolupament s'havia avaluat tenint en compte únicament un sol criteri, que podia ser de tipus econòmic (com per exemple el nivell de renda o PIB, etc.), de tipus educatiu (com ara l'alfabetisme, etc.) o bé que avalués variables de salut (cas de l'esperança de vida al néixer, taxes de natalitat i de mortalitat, entre d'altres). L'IDH, en canvi, s'obté a partir del càlcul ponderat dels tres indicadors següents corresponents a les tres variables abans esmentades (economia, educació, salut):
- La durada i la qualitat de vida, que s'obté a partir de l'esperança de vida al néixer.
- El nivell d'instrucció i educació, mesurat a partir de la taxa d'alfabetització d'adults i del nivell d'estudis de la població (educació primària, educació secundària i estudis superiors).
- El nivell de vida, d'acord amb les dades del PIB per capita (mesurat en dòlars dels EUA).

Metodologia utilitzada fins al 2011 (exclòs)
Generalment, per transformar una variable, anomenada {\displaystyle x}, en un índex comprès entre els valors 0 i 1, es fa servir una fórmula com aquesta:
- {\displaystyle x}-índex = {\displaystyle {\frac {x-\min \left(x\right)}{\max \left(x\right)-\min \left(x\right)}}}

on {\displaystyle \min \left(x\right)} i {\displaystyle \max \left(x\right)} són, respectivament, els valors mínim i màxim que pot adoptar la variable {\displaystyle x}.
L'Índex de Desenvolupament Humà representa la mitjana dels tres índexs generals següents:
- Índex de l'Esperança de Vida = {\displaystyle {\frac {EV-25}{85-25}}}
- Índex d'Educació = {\displaystyle {\frac {2}{3}}\times IAA+{\frac {1}{3}}\times TA}
  - Índex d'Alfabetització Adulta (IAA) = {\displaystyle {\frac {IAA-0}{100-0}}}
  - Taxa d'alfabetització (TA) = {\displaystyle {\frac {TCA-0}{100-0}}}
- Índex PIB = {\displaystyle {\frac {\log \left(PIBpc\right)-\log \left(100\right)}{\log \left(40000\right)-\log \left(100\right)}}}

EV: Esperança de Vida

IAA: Índex d'Alfabetització Adulta

TCA: Taxa Combinada d'Alfabetització

PIBpc: PIB per capita tenint en compte la PPA en $ EUA
Seguint la fórmula anterior s'extreu un nombre de 3 decimals comprès entre el 0 i l'1 que és el valor 
d'IDH d'aquell país. D'acord amb la xifra resultant hom considera:
- IDH alt: des de 0,800 i superiors
- IDH mitjà: entre 0,500 i 0,799
- IDH baix: inferiors a 0,500

## Evolució del desenvolupament humà segons l'IDH
Comparant els estudis de l'IDH es constata una evolució general a tot el món. Si el 1975 només hi havia un 22% de països amb un resultat que indicava benestar alt, la xifra tres dècades després (2005) era del 40%. Igualment, la disminució de països amb un índex molt baix va passar del 34% al 12%, mentre que la franja mitjana es mantenia més estable. Aquest progrés, però, no exclou l'empitjorament de determinats Estats per situacions particulars, especialment la guerra i acumulació de desastres naturals.

## Índex de desenvolupament humà 2018 (report de 2019)
- Xifra davant la bandera: lloc que ocupa el país en la classificació mundial composta per 169 països.
- Xifra entre parèntesis: llocs que el país guanya o perd amb relació a la classificació mundial de l'any 2005.
- = increment.
- = = constant.
- = disminució.

| Rànquing                                       | Rànquing                                 | País / territori | IDH                                            | IDH                                      |
| Rànquings de dades del 2018 (informe del 2019) | Canvi de rang respecte de l'any anterior | País / territori | Rànquings de dades del 2018 (informe del 2019) | Canvi de rang respecte de l'any anterior |
| ---------------------------------------------- | ---------------------------------------- | ---------------- | ---------------------------------------------- | ---------------------------------------- |
| 1                                              | =                                        | Noruega          | 0.954                                          | 0.001                                    |
| 2                                              | =                                        | Suïssa           | 0.946                                          | 0.003                                    |
| 3                                              | =                                        | Irlanda          | 0.942                                          | 0.003                                    |
| 4                                              | =                                        | Alemanya         | 0.939                                          | 0.001                                    |
| 4                                              | (2)                                      | Hong Kong        | 0.939                                          | 0.003                                    |
| 6                                              | (1)                                      | Austràlia        | 0.938                                          | 0.001                                    |
| 6                                              | (1)                                      | Islàndia         | 0.938                                          | 0.003                                    |
| 8                                              | (1)                                      | Suècia           | 0.937                                          | 0.001                                    |
| 9                                              | =                                        | Singapur         | 0.935                                          | 0.001                                    |
| 10                                             | =                                        | Països Baixos    | 0.933                                          | 0.001                                    |
| 11                                             | =                                        | Dinamarca        | 0.930                                          | 0.001                                    |
| 12                                             | =                                        | Finlàndia        | 0.925                                          | 0.001                                    |
| 13                                             | =                                        | Canadà           | 0.922                                          | 0.001                                    |
| 14                                             | =                                        | Nova Zelanda     | 0.921                                          | 0.001                                    |
| 15                                             | =                                        | Regne Unit       | 0.920                                          | 0.001                                    |
| 15                                             | =                                        | Estats Units     | 0.920                                          | 0.001                                    |
| 17                                             | =                                        | Bèlgica          | 0.919                                          | 0.002                                    |
| 18                                             | =                                        | Liechtenstein    | 0.917                                          | 0.001                                    |
| 19                                             | =                                        | Japó             | 0.915                                          | 0.002                                    |
| 20                                             | =                                        | Àustria          | 0.914                                          | 0.002                                    |
| 21                                             | =                                        | Luxemburg        | 0.909                                          | 0.001                                    |
| 22                                             | =                                        | Israel           | 0.906                                          | 0.002                                    |
| 22                                             | =                                        | Corea del Sud    | 0.906                                          | 0.002                                    |
| 24                                             | =                                        | Eslovènia        | 0.902                                          | 0.003                                    |
| 25                                             | =                                        | Espanya          | 0.893                                          | 0.002                                    |
| 26                                             | =                                        | República Txeca  | 0.891                                          | 0.003                                    |
| 26                                             | =                                        | França           | 0.891                                          | 0.001                                    |
| 28                                             | =                                        | Malta            | 0.885                                          | 0.002                                    |
| 29                                             | =                                        | Itàlia           | 0.883                                          | 0.002                                    |
| 30                                             | =                                        | Estònia          | 0.882                                          | 0.003                                    |
| 31                                             | =                                        | Xipre            | 0.873                                          | 0.002                                    |

| Rànquing                                       | Rànquing                                 | País / territori    | IDH                                            | IDH                                      |
| Rànquings de dades del 2018 (informe del 2019) | Canvi de rang respecte de l'any anterior | País / territori    | Rànquings de dades del 2018 (informe del 2019) | Canvi de rang respecte de l'any anterior |
| ---------------------------------------------- | ---------------------------------------- | ------------------- | ---------------------------------------------- | ---------------------------------------- |
| 32                                             | =                                        | Grècia              | 0.872                                          | 0.001                                    |
| 32                                             | (1)                                      | Polònia             | 0.872                                          | 0.004                                    |
| 34                                             | =                                        | Lituània            | 0.869                                          | 0.003                                    |
| 35                                             | =                                        | Emirats Àrabs Units | 0.866                                          | 0.002                                    |
| 36                                             | (2)                                      | Andorra             | 0.857                                          | 0.005                                    |
| 36                                             | =                                        | Aràbia Saudita      | 0.857                                          | 0.001                                    |
| 36                                             | (1)                                      | Eslovàquia          | 0.857                                          | 0.003                                    |
| 39                                             | =                                        | Letònia             | 0.854                                          | 0.004                                    |
| 40                                             | =                                        | Portugal            | 0.850                                          | 0.002                                    |
| 41                                             | =                                        | Qatar               | 0.848                                          | =                                        |
| 42                                             | =                                        | Xile                | 0.847                                          | 0.002                                    |
| 43                                             | =                                        | Brunei              | 0.845                                          | 0.002                                    |
| 43                                             | =                                        | Hongria             | 0.845                                          | 0.004                                    |
| 45                                             | =                                        | Bahrain             | 0.838                                          | 0.001                                    |
| 46                                             | =                                        | Croàcia             | 0.837                                          | 0.002                                    |
| 47                                             | =                                        | Oman                | 0.834                                          | 0.001                                    |
| 48                                             | =                                        | Argentina           | 0.830                                          | 0.002                                    |
| 49                                             | =                                        | Rússia              | 0.824                                          | 0.002                                    |
| 50                                             | (3)                                      | Belarus             | 0.817                                          | 0.009                                    |
| 50                                             | (8)                                      | Kazakhstan          | 0.817                                          | 0.017                                    |
| 52                                             | (1)                                      | Bulgària            | 0.816                                          | 0.003                                    |
| 52                                             | (1)                                      | Montenegro          | 0.816                                          | 0.003                                    |
| 52                                             | (1)                                      | Romania             | 0.816                                          | 0.003                                    |
| 55                                             | (1)                                      | Palau               | 0.814                                          | 0.003                                    |
| 56                                             | (5)                                      | Barbados            | 0.813                                          | =                                        |
| 57                                             | =                                        | Kuwait              | 0.808                                          | 0.001                                    |
| 57                                             | (1)                                      | Uruguai             | 0.808                                          | 0.001                                    |
| 59                                             | =                                        | Turquia             | 0.806                                          | 0.001                                    |
| 60                                             | =                                        | Bahamas             | 0.805                                          | 0.001                                    |
| 61                                             | =                                        | Malàisia            | 0.804                                          | 0.002                                    |
| 62                                             | =                                        | Seychelles          | 0.801                                          | 0.001                                    |

### IDH ajustat per la desigualtat
L'informe sobre el desenvolupament humà 2010 va ser el primer a calcular un índex de desenvolupament humà ajustat per la desigualtat (IDHAD), en el qual es tenen en compte els factors de desigualtat en les tres dimensions bàsiques del desenvolupament humà (renda, esperança de vida, i educació).
- Xifra entre parèntesis: llocs que el país guanya o perd amb relació a la classificació mundial sense ajustar per desigualtat.

1. Noruega 0.876 (=)
2. Austràlia 0.864 (=)
3. Suècia 0.824 ( 4)
4. Països Baixos 0.818 ( 1)
5. Alemanya 0.814 ( 3)
6. Suïssa 0.813 ( 4)
7. Irlanda 0.813 ( 3)
8. Canadà 0.812 ( 2)
9. Islàndia 0.811 ( 5)
10. Dinamarca 0.810 ( 6)
11. Finlàndia 0.806 ( 2)
12. Estats Units 0.799 ( 9)
13. Bèlgica 0.794 ( 2)
14. França 0.792 ( 3)
15. República Txeca 0.790 ( 8)
16. Àustria 0.787 ( 5)
17. Espanya 0.779 (=)
18. Luxemburg 0.775 ( 2)
19. Eslovènia 0.771 ( 5)
20. Grècia 0.768 ( 2)
21. Regne Unit 0.766 ( 1)
22. Eslovàquia 0.764 ( 3)
23. Israel 0.763 ( 11)
24. Itàlia 0.752 ( 5)
25. Hongria 0.736 ( 3)
26. Estònia 0.733 (=)
27. Corea del Sud 0.731 ( 18)
28. Xipre 0.716 ( 1)
29. Polònia 0.709 ( 1)
30. Portugal 0.700 ( 1)
31. Lituània 0.693 ( 1)
32. Líbia 0.693 ( 4)
33. Letònia 0.684 ( 2)
34. Romania 0.675 ( 3)
35. Bahames 0.671 ( 4)

Alguns països no van ser inclosos per diversos motius, principalment la falta de disponibilitat de certes dades crucials. La següent dels Estats membres de les Nacions Unides que no es van incloure en l'informe de 2011, són: Nova Zelanda, Liechtenstein, Japó, Hong Kong, Singapur, República de la Xina (Taiwan), Andorra, Emirats Àrabs Units, Malta, Brunei, Qatar, Bahrain i Barbados.

## 2006
| OCDE Europa i la CEI Amèrica Llatina i el Carib Àsia oriental | Països àrabs Àsia meridional Àfrica Sub-sahariana |

Evolució de l'IDH entre el 1975 i el 2004

L'informe de l'any 2006 va ser presentat per l'ONU a Ciutat del Cap a Sud-àfrica el 9 de novembre de 2006.
Bona part de les dades que s'hi fan servir corresponen, però, a l'any 2004. A més a més no tots els Estats Membre de l'ONU han procurat les estadístiques necessàries per a elaborar l'índex.
En resum, es pot assenyalar que amb un IDH per sota de 0.500 -que es considera sinònim de subdesenvolupament- hi ha 31 països, 29 dels quals són a l'Àfrica (excepte Haití i el Iemen. Els països que ocupen els 10 darrers llocs, són també africans. Els països subsaharians més ben situats són Guinea Equatorial i Sud-àfrica, en els llocs 120 i 121 del rànking, respectivament (amb un IDH de 0.653).
Per contra, l'IDH igual o superior a 0.800 -sinònim d'alt desenvolupament- abraça els països de l'Europa occidental i septentrional, Nord-amèrica, el Con Sud, els Tigres del Pacífic, Japó, Austràlia, Nova Zelanda, Israel, Kuwait i els Emirats Àrabs Units.
Uns altres països que exhibeixen un desenvolupament humà alt enmig de països amb IDH més baixos inclouen (amb la seva posició) Costa Rica (48è), Cuba (50è), Mèxic (53è) i Panamà (58è).

### Els 30 països amb l'IDH més alt l'any 2006
- Xifra davant la bandera: lloc que ocupa el país en la classificació mundial composta per 177 països.
- Xifra entre parèntesis: llocs que el país guanya o perd amb relació a la classificació mundial de l'any anterior (2005)

| 1. Noruega (=) · 2. Islàndia (=) · 3. Austràlia (=) · 4. Irlanda ( 4) · 5. Suècia ( 1) · 6. Canadà ( 1) · 7. Japó ( 4) · 8. Estats Units ( 2) · 9. Suïssa ( 2) · 10. Països Baixos ( 2) | 11. Finlàndia ( 2) · 12. Luxemburg ( 8) · 13. Bèlgica ( 4) · 14. Àustria ( 3) · 15. Dinamarca ( 1) · 16. França (=) · 17. Itàlia ( 1) · 18. Regne Unit ( 3) · 19. Espanya ( 2) · 20. Nova Zelanda ( 1) | 21. Alemanya ( 1) · 22. Hong Kong (=) · 23. Israel (=) · 24. Grècia (=) · 25. Singapur (=) · 26. Corea del Sud ( 2) · 27. Eslovènia ( 1) · 28. Portugal ( 1) · 29. Xipre (=) · 30. Txèquia ( 1) |

### Els 3 estats amb l'IDH més alt i més baix l'any 2006 (per continent)
Entre parèntesis, llocs que el país guanya o perd amb relació a la classificació mundial de l'any anterior (2005).
| Àfrica · 047. Seychelles ( 4) · 063. Mauritània ( 2) · 064. Líbia ( 6) ... · 175. Mali ( 1) · 176. Sierra Leone (=) · 177. Níger (=) ·           | Àsia · 007. Japó ( 4) · 022. Hong Kong (=) · 023. Israel (=) · ... · 138. Nepal ( 2) · 142. Timor Oriental ( 2) · 150. Iemen ( 1) ·               | Europa · 001. Noruega (=) · 002. Islàndia (=) · 004. Irlanda ( 4) · ... · 097. Geòrgia ( 3) · 099. Azerbaidjan ( 2) · 114. Moldàvia ( 1) · |
| Nord-amèrica · 006. Canadà ( 1) · 008. Estats Units ( 2) · 031. Barbados ( 1) · ... · 117. Hondures ( 1) · 118. Guatemala ( 1) · 154. Haití ( 1) | Oceania · 003. Austràlia (=) · 020. Nova Zelanda ( 1) · 055. Tonga ( 1) · ... · 119. Vanuatu ( 1) · 128. Salomó (=) · 139. Papua Nova Guinea ( 2) | Sud-amèrica · 036. Argentina ( 2) · 038. Xile ( 1) · 043. Uruguai ( 3) · ... · 091. Paraguai ( 3) · 103. Guyana ( 4) · 115. Bolívia ( 2)   |

### Països no inclosos
Els següents països i territoris no han estat inclosos en el rànking de l'any 2006 perquè no disposen de les dades necessàries per calcular-ne l'IDH o bé perquè no són estats reconeguts per l'ONU.
| Àfrica - Libèria - Somàlia - Sàhara Occidental | Amèrica - Puerto Rico | Àsia - Afganistan - Iraq - Macau - Corea del Nord - Taiwan | Europa - Andorra - Liechtenstein - Mònaco - Montenegro - San Marino - Sèrbia - Ciutat del Vaticà | Oceania - Kiribati - Illes Marshall - Micronèsia - Nauru - Palau - Tuvalu |

## Estat amb l'IDH més alt en els darrers anys
L'any indica quan es va publicar l'informe. Entre parèntesiss hi ha l'any pel qual es va calcular l'índex.
- 2010 (2010) -  Noruega
- 2009 (2007) -  Noruega
- 2008 (2006) -  Noruega
- 2008 (2006) -  Islàndia
- 2006 (2004) -  Noruega
- 2005 (2003) -  Noruega
- 2004 (2002) -  Noruega
- 2003 (2001) -  Noruega
- 2002 (2000) -  Noruega
- 2001 (1999) -  Noruega
- 2000 (1998) -  Canadà
- 1999 (1997) -  Canadà
- 1998 (1995) -  Canadà
- 1997 (1994) -  Canadà
- 1996 (1993) -  Canadà
- 1995 (1992) -  Canadà
- 1994 (????) -  Canadà
- 1993 (????) -  Japó
- 1992 (1990) -  Canadà
- 1991 (1990) -  Japó
- 1990 (????) -  Japó
- 1985 (????) –  Canadà
- 1980 (????) -  Suïssa

## IDH i nivell de riquesa
El quadre de sota recull els deu estats amb l'IDH i el producte interior brug per capita més alts i més baixos del món l'any 2005. Si ens hi fixem, observarem com la classificació dels estats d'acord amb aquests dos indicadors no necessàriament coincidia. Això posa de manifest que es poden aconseguir millors nivells de desenvolupament humà sense disposar de rendes tan altes -cas de Malawi, que tot i tenir la renda més baixa del món, escalava fins al 165è lloc pel que fa a l'IDH- i, a la inversa, que les rendes més altes no garanteixen els nivells de desenvolupament humà més alts -com passava amb Luxemburg, que tot i ser la millor renda del món, ocupava la 15a posició quant a l'IDH-.
| Número d'ordre | Estat               | IDH   | Estat               | PIB per capita en dòlars EUA) |
| -------------- | ------------------- | ----- | ------------------- | ----------------------------- |
| 1              | Noruega             | 0,963 | Luxemburg           | 66.821                        |
| 2              | Islàndia            | 0,956 | Noruega             | 41.941                        |
| 3              | Austràlia           | 0,955 | Estats Units        | 41.557                        |
| 4              | Luxemburg           | 0,949 | Irlanda             | 40.003                        |
| 5              | Canadà              | 0,949 | Islàndia            | 35.686                        |
| 6              | Suècia              | 0,949 | Dinamarca           | 34.718                        |
| 7              | Suïssa              | 0,947 | Canadà              | 34.444                        |
| 8              | Irlanda             | 0,946 | Suïssa              | 33.168                        |
| 9              | Bèlgica             | 0,945 | Àustria             | 32.962                        |
| 10             | Estats Units        | 0,944 | Bèlgica             | 31.549                        |
| ...            | ...                 | ...   | ...                 | ...                           |
| 168            | Moçambic            | 0,379 | Madagascar          | 911                           |
| 169            | Burundi             | 0,378 | Sierra Leone        | 901                           |
| 170            | Etiòpia             | 0,367 | Níger               | 896                           |
| 171            | Rep. Centreafricana | 0,355 | Etiòpia             | 859                           |
| 172            | Guinea Bissau       | 0,348 | Guinea Bissau       | 856                           |
| 173            | Txad                | 0,341 | Burundi             | 753                           |
| 174            | Mali                | 0,333 | Iemen               | 745                           |
| 175            | Burkina Faso        | 0,317 | Tanzània            | 720                           |
| 176            | Sierra Leone        | 0,298 | Rep. Dem. del Congo | 675                           |
| 177            | Níger               | 0,281 | Malawi              | 596                           |

- Les dades corresponen al report que l'ONU va publicar l'any 2005, si bé el càlcul de l'IDH es va fer a partir dels indicadors de l'any 2003.

## Crítiques
L'Índex de Desenvolupament Humà ha estat criticat per diversos motius, entre ells presumptes prejudicis ideològics cap a l'igualitarisme i els anomenats «models occidentals de desenvolupament», la no inclusió de les consideracions ecològiques, la manca de consideració del desenvolupament tecnològic o les contribucions a la civilització humana, centrant-se exclusivament en la valoració i classificació per nacions, la falta d'atenció al desenvolupament des d'una perspectiva global, l'error de mesurament de les estadístiques subjacents i en els canvis de la fórmula del PNUD, que poden conduir a errors greus de classificació en les categories de desenvolupament humà baix, mitjà, alt o molt alt. S'identifiquen tres fonts d'error en les dades que es deuen a (i) l'actualització de dades, (ii) les revisions de la fórmula i (iii) els llindars per classificar l'estat de desenvolupament d'un país; així es detecta que l'11%, 21% i 34% de tots els països poden estar classificats actualment de forma errònia en els contenidors de desenvolupament a causa de les tres fonts d'error en les dades, respectivament.
L'índex també ha estat criticat com redundant i una reinvenció de la roda, en mesurar aspectes del desenvolupament que ja s'han estudiat exhaustivament.